# Flame of Recca
Flame of Recca (烈火の炎 Rekka no Honō?, La llama de Recca) es un manga escrito y dibujado por Nobuyuki Anzai, serializado en la revista semanal Shonen Sunday de Shogakukan desde abril de 1995 a febrero de 2002. Los trescientos veinte y nueve episodios con los que cuenta la obra fueron compilados en treinta y tres Tankōbon en total. El éxito de la serie permitió la creación de una serie de anime de cuarenta y dos episodios que abarca una pequeña fracción del manga y fue adaptada por el Estudio Pierrot de 1997 a 1998. La serie también fue adaptada en dos juegos de video: Flame of Recca The Game para la consola Gameboy Advance y Flame of Recca: Final Burn para la consola PlayStation 2. El manga y el anime fueron licenciados en Estados Unidos por Viz Media para su distribución en territorio americano. En España el manga estuvo licenciado por la editorial Planeta de Agostini pero a día de hoy, su edición está descontinuada. En 2015 Diskotek tomará la licencia del anime y lo redistribuirá en Estados Unidos en formato DVD.
La serie narra las aventuras de Recca Hanabishi, un joven obsesionado con el mundo de los Ninjas que busca a un maestro para servirle a cambio de que lo derrote y conoce a una joven adolescente llamada Yanagi Sakoshita la cual ostenta el poder de sanar cualquier tipo de herida lo cual atrae la atención de un poderoso hombre de negocios llamado Mori Kouran el cual busca la inmortalidad y cree que Yanagi es la clave de sus planes.

## Argumento
La serie sigue la historia de Recca Hanabishi, un joven obsesionado con el mundo de los Ninjas que puede dominar el fuego desde su nacimiento y que sueña con convertirse en uno y servirle a un maestro como suele suceder, para ello suele meterse en peleas para que el que logre derrotarlo, se convierta en su nuevo maestro y servirle. Su vida da un giro cuando conoce a Yanagi Sakoshita, una hermosa adolescente a quien un grupo de matones están molestando en la calle. Recca al ver la escena interviene en favor de Yanagi peleando con los matones y resultando herido en el proceso. Yanagi entonces decide mostrarle a Recca su más grande secreto: desde su nacimiento, ella tiene el poder de sanar cualquier tipo de lesión sin importar la gravedad de la herida debido en parte a su compasión e inocencia demostrándolo no solo sanando sus heridas sino también curando las heridas de un perro callejero que encontró en un parque cercano. Recca ante lo sucedido desde ese momento, llama a Yanagi su princesa (姫 Hime?) y jura servirle fielmente. Las cosas se complican debido a que como los poderes de Yanagi son especiales, estos han captado la atención de un hombre de negocios muy poderoso e inescrupuloso llamado Kōran Mori quien, creyendo que Yanagi puede ser la pieza faltante en su búsqueda de la vida eterna, busca desesperadamete hacerse con sus poderes. Para ello envía a peligrosos asesinos para poder asegurar su rapto y llevar a cabo sus planes, entre ellos, Kurei, un joven y despiadado asesino conocedor de las artes ninja que guarda un profundo rencor hacia Recca por razones que se van desvelando conforme avanza la trama. 
En la historia, Recca no estará solo ya que contará con la ayuda de Domon Ishijima, un autoproclamado rival suyo y que es un matón con un sentido del honor íntegro; Fūko Kirisawa, amiga de la infancia de Recca y que es considerada por Domon como su interés romántico en la serie; Tokiya Mikagami, un joven de actitud parca y silenciosa que busca a los asesinos de su hermana mayor y finalmente Kaoru Koganei, un niño entrenado para ser un asesino al servicio de Kurei que acabaría uniéndose al grupo de Recca. Mori, decidido a hacerse inmortal con los poderes de Yanagi, organiza un torneo de artes marciales llamado Ura Butō Satsujin en el cual los participantes hacen uso de unos artefactos llamados Madōgu (魔導具?) los cuales son dispositivos especiales que ofrecen a quien los posea, habilidades de todo tipo, desde el control de los elementos, hasta aumentar sus propias capacidades físicas los cuales fueron creados por un extinto clan de ninjas: el clan Hokage el cual fue destruido por Oda Nobunaga en 1576, 400 años antes del inicio de la serie ya que él estaba interesado en estas misteriosas armas. Es en este punto de la historia donde Recca descubre que su habilidad innata para arrojar fuego no fue casualidad, sino que descubre que él de hecho es el hijo de Ōka, el sexto líder del clan Hokage el cual fue asesinado en batalla por las tropas de Nobunaga y su madre para protegerlo, uso una técnica ninja la cual le permitió abrir un portal en el tiempo hacia el futuro para enviar a su hijo que apenas era un bebé al siglo XX y ponerlo a salvo de la destrucción de su clan, a costa de ser maldecida con la inmortalidad, revelándose igualmente que Recca y Kurei son hermanos y que Kurei también proviene de dicha época.
A pesar de que Recca y sus compañeros vencen en el torneo, descubren que Mori ha emprendido la búsqueda del Madōgu prohibido, Tendō Jigoku (天堂地獄 Cielo e Infierno?) el cual se dice que puede proporcionar la vida eterna a quien lo posea aunque no deja de lado sus planes de hacerse con los poderes de Yanagi. 
A pesar de que la serie de anime tiene como adaptación hasta la saga del Ura Butō Satsujin, varias diferencias con respecto al manga son evidentes en este punto de la serie, el anime termina justo cuando finaliza dicho arco y el manga continua la historia con la saga de Tendō Jigoku. Entre otras cosas, el anime también omite a algunos personajes y también tiene como otro punto, el cambio de aspecto de algunos de ellos.

## Contenido de la Obra

### Manga
Escrito e ilustrado por Nobuyuki Anzai , Flame of Recca fue serializado en la revista de manga shōnen de Shōgakukan, Weekly Shōnen Sunday, del 22 de marzo de 1995 al 30 de enero de 2002, con un total de 329 capítulos, recopilados en 33 volúmenes tankōbon por Shogakukan, publicados del 18 de septiembre de 1995 al 18 de abril de 2002. Shōgakukan también publicó el manga en 17 volúmenes wideban del 18 de enero de 2006 al 16 de marzo de 2007, y una edición bunkoban del 15 de julio de 2010 al 15 de octubre de 2011. 
El manga fue licenciado para distribución en Norteamérica en inglés por Viz Media y distribución en Reino Unido en inglés por Gollancz Manga . Viz lanzó los 33 volúmenes desde el 30 de julio de 2003 hasta el 10 de noviembre de 2009, mientras que Gollancz lanzó diez volúmenes entre el 6 de marzo y el 28 de noviembre de 2006.

### Anime
Flame of Recca fue adaptada en una serie de anime de 42 episodios producida por Studio Pierrot, y se emitió en Japón del 19 de julio de 1997 al 10 de julio de 1998 en Fuji TV.  Pony Canyon lanzó la serie completa en DVD y laserdisc, mientras que Geneon la lanzó en dos cajas de DVD el 22 de abril y el 24 de junio de 2005 en Japón. Flame of Recca también se emitió en toda Asia en la red satelital Animax. 
En América del Norte, Viz Media lanzó la serie en diez volúmenes de DVD separados entre el 26 de octubre de 2004 y el 9 de enero de 2007. Discotek Media volvió a licenciar la serie en 2014 y la lanzó en DVD en febrero de 2015.